# 앤 바비
앤 바비(Anne Bobby, 1967년 12월 12일 ~ )는 미국의 배우, 텔레비전 배우, 영화배우이다.
패터슨에서 태어났다.

## 영화
- 파인딩 노스 (1998년)
- 해피니스 (1998년)
- 왓 더 데프 맨 허드 (1997년)
- 뷰티풀 걸 (1996년)
- 주어러 (1996년)
- 컴포터블 넘 (1995년)
- 시지프스의 비밀 (1992년)
- 법과 질서 (1990년)
- 결혼 전야 (1990년) - 앤 역
- 심야의 공포 (1990년)
- 7월 4일생 (1989년) - 수잔느 코빅 역
- 환상의 발라드 (1987년)
- 애즈 더 월드 턴즈 (1956년)